# Frattura vertebrale da compressione

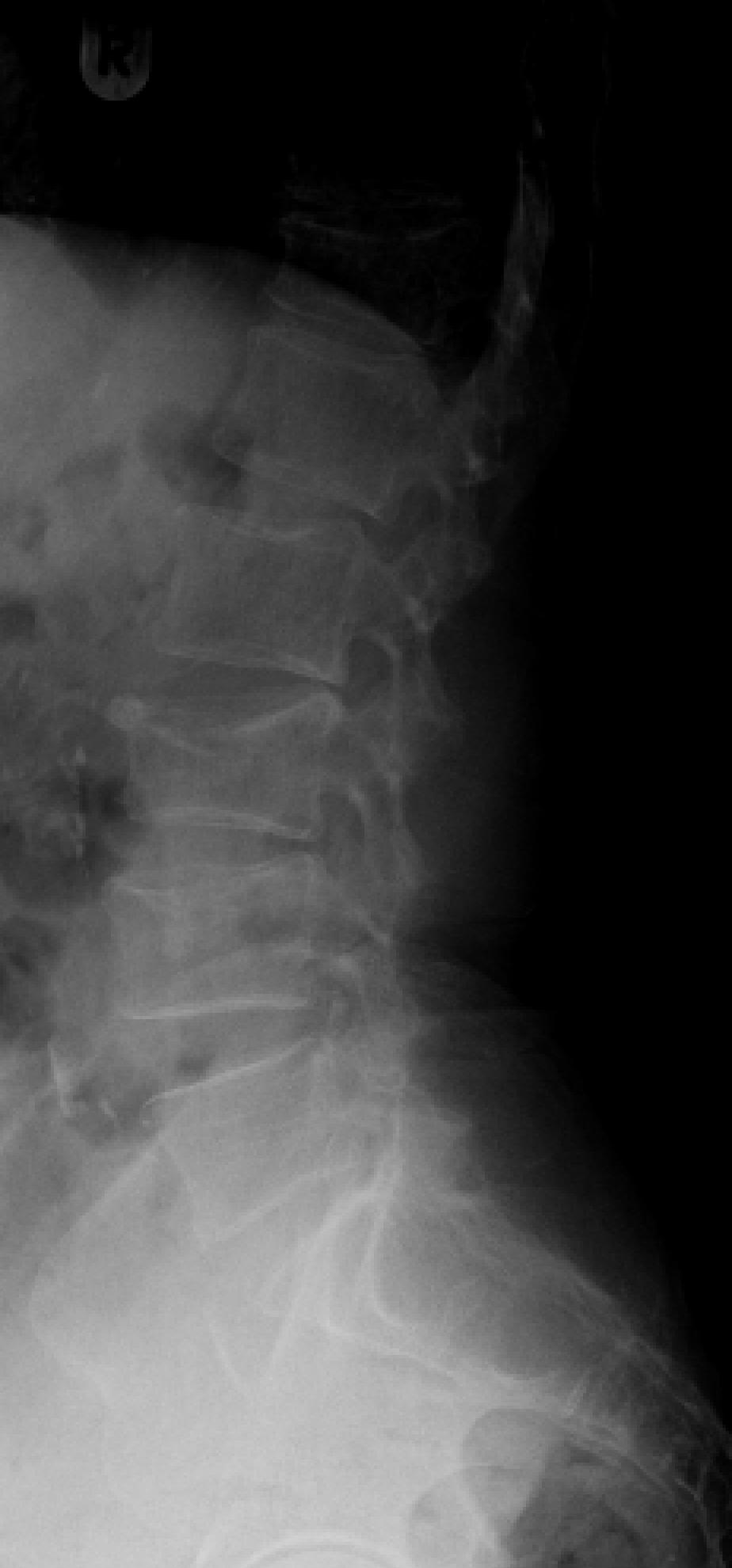
RX della colonna a livello lombare con frattura da compressione della terza vertebra

Una frattura vertebrale da compressione consiste nel collasso di una vertebra, può essere causato da un trauma o dall'indebolimento della vertebra stessa. Questo indebolimento si riscontra in pazienti affetti da osteoporosi o da osteogenesi imperfetta, lesioni litiche causate da tumori primari o metastatici, infezioni Nei pazienti sani è riscontrata in individui che hanno subito traumi di grossissima entità come l'uso di un sedile eiettabile.
Se osservati ai raggi X su piani laterali le fratture di compressione della colonna vertebrale tipicamente appaiono come deformità a cuneo, con una maggiore perdita di altezza anteriormente che posteriormente e peduncoli intatti nell'osservazione antero-posteriore.

## Sintomi
Una frattura acuta causa dolore intenso alla schiena. Se la frattura si sviluppa in maniera graduale, come nel caso dell'osteoporosi, può inizialmente non comportare alcun sintomo, tuttavia, con ogni probabilità emergerà successivamente dolore alla schiena e perdita di peso.

## Diagnosi
Le fratture da compressione sono solitamente diagnosticate tramite radiografia della colonna vertebrale, dove una vertebra a cuneo può essere visibile o ci può essere perdita di altezza della vertebra. Inoltre, la misura di densità ossea può essere effettuata per valutare per l'osteoporosi. Quando la causa sospetta risulta essere un tumore o la frattura è stata causata da gravi traumi, possono essere eseguite esplorazioni tramite CT o risonanza magnetica.

## Trattamento

### Trattamento conservativo
Tutore di supporto per la schiena sino a guarigione dell'osso, può essere utilizzato un jewett brace per lesioni relativamente stabili o di minore entità, oppure un TLSO per lesioni più severe.
Per il dolore vengono somministrati oppiacei o FANS; Nei pazienti affetti da osteoporosi la somministrazione di calcitonona può essere di supporto.

### Trattamento chirurgico
Possono essere eseguiti cifoplastica e vertebroplastica Procedure minimamente invasive che iniettano cemento nell'osso interessato sono un'opzione di trattamento, sono tuttavia presenti opinioni discordi sull'efficacia di questo tipo di trattamento.

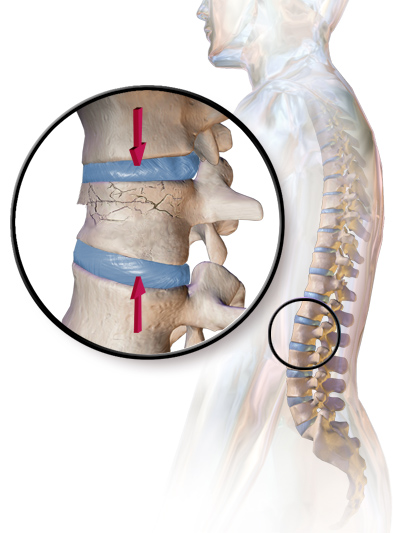
Illustrazione di una frattura da compressione